# Adolf Grabowsky
Adolf Grabowsky (* 31. August 1880 in Berlin; † 23. August 1969 in Arlesheim, Schweiz) war ein deutscher Politikwissenschaftler, Theoretiker der Geopolitik und Schriftsteller.

## Leben

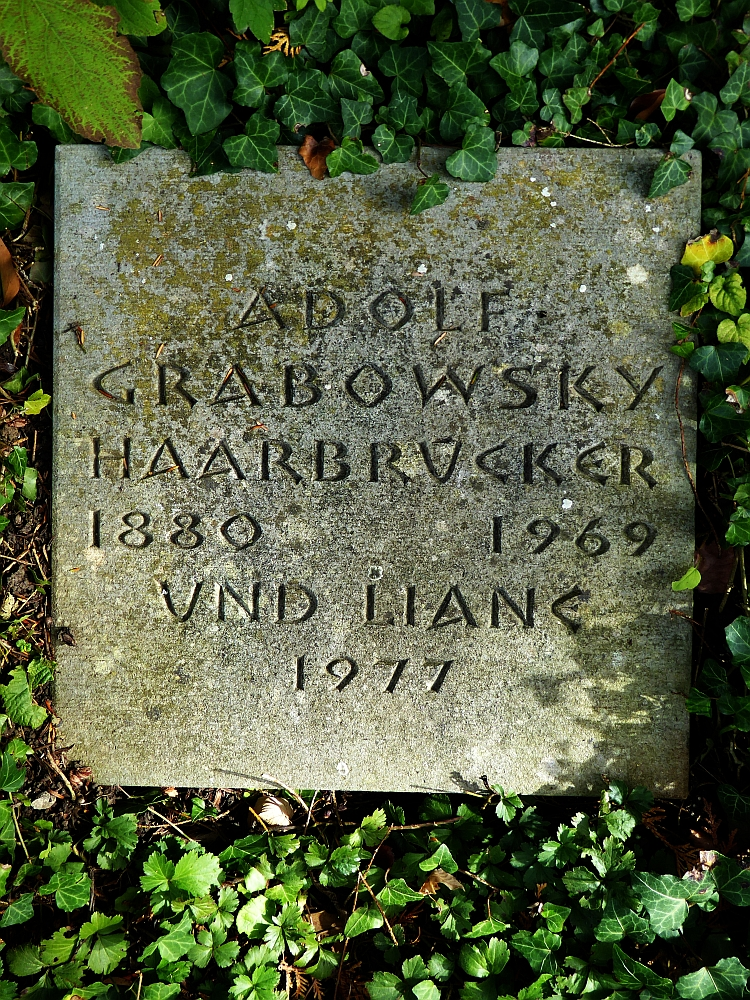
Grab auf dem Friedhof Bromhübel in Arlesheim, Basel-Land

Der Kaufmannssohn Adolf Grabowsky besuchte in Berlin das Askanische Gymnasium und studierte anschließend Rechts- und Staatswissenschaften an der Universität Berlin, der Universität Freiburg, der Universität Genf sowie der Universität Würzburg. Sein Studium schloss er 1903 mit dem Referendarexamen und der Promotion ab. Nach kurzer Zeit im Justizdienst wandte er sich selbstständiger Arbeit zu und unternahm später größere Reisen. 1903 war er Mitbegründer der Zeitschrift für Politik (ZfP), als deren Herausgeber er von 1907 bis 1933 und von 1954 bis 1969 fungierte. Von 1913 bis 1923 gab er zudem die politisch-kulturelle Halbmonatsschrift Das Neue Deutschland heraus, die ein Organ der Jungkonservativen Bewegung war.
Am Ersten Weltkrieg nahm Grabowsky als Unteroffizier teil. Danach lehrte er von 1921 bis 1933 als Dozent an der Deutschen Hochschule für Politik (DHfP), seit 1925 als Leiter des Seminars für Geopolitik, und seit 1930 zudem an der Technischen Hochschule Berlin. Daneben war er von 1926 bis 1933 wissenschaftlicher Mitarbeiter der Auswärtigen Amtes. Seit 1929 gab er die Weltpolitische Bücherei heraus.
Nach der nationalsozialistischen Machtübernahme wurde Grabowsky wegen seiner jüdischen Abstammung entlassen. Er emigrierte 1934 in die Schweiz und ließ sich in Basel nieder. Dort gründete er mit Unterstützung durch die Rockefeller-Stiftung ein Lehr- und Forschungsinstitut namens Weltpolitisches Archiv. 1940 wurde er von den nationalsozialistischen Machthabern ausgebürgert.
Nach 1945 unternahm Grabowsky viele Vortragsreisen in Westdeutschland. 1950 übernahm er für neun Monate eine Lehrstuhlvertretung für Politikwissenschaft an der Universität Marburg, bis der vakante Lehrstuhl dann von Wolfgang Abendroth übernommen wurde. Danach hatte er bis 1966 einen besoldeten Lehrauftrag in Marburg. Außerdem hatte er seit 1952 einen entsprechenden Lehrauftrag an der Universität Gießen.
Grabowsky war der einzige Vertreter der frühen deutschen Geopolitik, die vom Nationalsozialismus instrumentalisiert worden war und in der Bundesrepublik deshalb diskreditiert und tabuisiert wurde, der diesen Ansatz durchgängig weiter verfolgte. An der Universität Marburg herrschte eine Diametraltät zwischen den beiden Politikwissenschaftlern, dem Marxisten Abendroth und dem nationalkonservativen Grabowsky. Eine von Grabowsky (und seinen Studenten) erwünschte Honorarprofessur mit Promotionsrecht wurde ihm nicht zugestanden. Auch an der Universität Gießen blieb er Lehrbeauftragter. Abendroth betrachtete die langjährige Vergabe des Lehrauftrages an Grabowsky als einen von der philosophischen Fakultät gewollten Ausgleich zu seinen politischen Positionen.
Adolf Grabowsky war neben seiner wissenschaftlichen Tätigkeit als Lyriker, Dramatiker und später auch als Hörspielautor und Übersetzer tätig. 1960 wurde er mit der Goethe-Plakette des Landes Hessen ausgezeichnet, 1961 mit dem Großen Bundesverdienstkreuz.

## Schriften (Auswahl)

### Wissenschaftliche Schriften
- Die polnische Frage. Heymann, Berlin 1916. (Online)
- Staat und Raum. Grundlagen räumlichen Denkens in der Weltpolitik. Zentralverlag, Berlin 1928.
- Raum als Schicksal. Das Problem der Geopolitik. C. Heymann, Berlin 1933.
- Der Sozialimperialismus als letzte Etappe des Imperialismus. Weltpolitisches Archiv, Basel 1939.
- Raum, Staat und Geschichte. Grundlegung der Geopolitik. Heymann, Köln/Berlin 1960.

### Schriftstellerische Werke
- Der Kampf um Böcklin, S. Cronbach, Berlin 1906.
- Die Augen. Zwei Märchen. Paul Cassirer, Berlin 1912.
- Gedichte. Paul Cassirer, Berlin 1912.
- Gott und der Zauderer. Ein Mythos. Paul Cassirer, Berlin 1912.